# Sertum Florae Transsilbaniae
Sertum Florae Transsilbaniae (abreviado Sert. Fl. Transsilv.) es un libro con ilustraciones y descripciones botánicas que fue escrito por el botánico austríaco; Philipp Johann Ferdinand Schur y publicado en el año 1853 con el nombre de Sertum Florae Transsilbaniae sive Enumeratio Systematica Omnium Plantarum, quae in Transsilvania Sponte Crescunt...